# Dahntay Jones
Dahntay Lavall Jones (ur. 27 grudnia 1980 w Trenton, w stanie New Jersey) – amerykański koszykarz, występujący na pozycji rzucającego obrońcy, po zakończeniu kariery zawodniczek trener koszykówki. Od 2020 trener do spraw rozwoju zawodnik w Los Angeles Clippers.
Studia rozpoczął na uniwersytecie Duke. Do NBA trafił w 2003 roku, kiedy to został wybrany w drafcie z numerem 20, przez Boston Celtics. Niedługo po nim został wymieniony do Memphis Grizzlies wraz z Troyem Bellem za Marcusa Banksa i Kendricka Perkinsa. W swoich pierwszych czterech sezonach profesjonalnej gry dla Grizzlies zdobywał średnio 5 punktów na mecz. W 2007 roku zespół nie przedłużył z nim kontraktu i Jones podpisał niegwarantowaną umowę z Bostonem Celtics, skąd niedługo później został zwolniony. Przez kolejny rok był zawodnikiem Sacramento Kings, jednak ci zwolnili go w lutym 2008 roku. Miesiąc później podpisał kontrakt z drużyną występującą w NBA Development League Fort Wayne Mad Ants. W sezonie 2008-2009 był zawodnikiem Denver Nuggets. W lipcu 2009 roku podpisał czteroletnią umowę z Indianą Pacers. 12 lipca 2012 roku został wymieniony wraz z Darrenem Collisonem do Dallas Mavericks. 21 lutego 2013 został oddany w wymianie do Atlanta Hawks w zamian za Anthony’ego Morrowa.
26 listopada 2014 został pozyskany przez klub ligi NBDL, Fort Wayne Mad Ants. 14 stycznia 2015 podpisał 10-dniowy kontrakt z Los Angeles Clippers, a 24 kolejny. 3 marca związał się z klubem do końca sezonu.
10 września 2015 związał się z Brooklyn Nets. Został zwolniony 24 października, po rozegraniu czterech spotkań przedsezonowych. 4 grudnia został pozyskany przez występujący w D-League zespół Grand Rapids Drive. 13 kwietnia podpisał umowę do końca sezonu z Cleveland Cavaliers.
30 lipca 2016 został zwolniony przez Cavaliers, następnie ponownie zatrudniony 26 września, po czym ponownie zwolniony 24 października, po rozegraniu dwóch spotkań przedsezonowych. 12 kwietnia 2017 podpisał umowę do końca sezonu z Cleveland Cavaliers.
16 listopada 2020 dołączył do sztabu trenerskiego Los Angeles Clippers.

## Osiągnięcia
Na podstawie, o ile nie zaznaczono inaczej.
NCAA
- Uczestnik rozgrywek Sweet Sixteen turnieju NCAA (2002, 2003)
- Mistrz konferencji Atlantic Coast (ACC – 2002, 2003)
- Zaliczony do:
  - I składu:
    - ACC (2003)
    - defensywnego ACC (2002, 2003)
    - debiutantów konferencji Big East (1999)

  - II składu turnieju ACC (2003)
  - składu honorable mention All-ACC (2002)

NBA
- Mistrz NBA (2016)[28]
- Wicemistrz NBA (2017)

Reprezentacja
- Mistrz świata U–21 (2001)[29]